# Gare de Wellin
La gare de Wellin est une ancienne station vicinale belge de la Société nationale des chemins de fer vicinaux (SNCV) située dans la commune de Wellin en province de Luxembourg, c'était le centre du réseau vicinal de Wellin.

## Histoire
Le dépôt de la première ligne du réseau, Wellin - Grupont est établi au terminus de Wellin en accotement de la route nationale 40. À l'origine dépôt isolé, il devient progressivement avec la mise en service de la ligne de Rochefort en 1904 et celle de Graide en 1908 le centre du réseau de Wellin et le reste jusqu'à sa fermeture.

## Description
Le complexe du dépôt comprend au sud-ouest le long de la N40 un bâtiment des recettes servant également de bâtiment voyageurs et au nord-est des bâtiments pour le remisage et l'entretien du matériel, le groupe étant resté physiquement isolé du reste du réseau vicinal jusqu'à sa fermeture il effectue lui-même l'entretien de son matériel. L'accès au dépôt se fait depuis Rochefort comme depuis Graide et Grupont par une voie en site indépendant, la première venant de Rochefort quitte la N835 peu avant le carrefour avec le chemin d'Ave, la seconde quitte la N40 une centaine de mètres avant le dépôt (peu avant le carrefour avec la rue Pâchis Lamkin).
C'est par ailleurs le seul bâtiment vicinal du réseau, tous les autres points d'arrêts sont situés aux gares du grand chemin de fer ou ne comportent qu'un simple poteau d'arrêt en fonte portant le nom de l'arrêt et comme abri voyageurs souvent des abris ménagés dans des cafés ou plus rarement des habitations particulières.

#### Monographies
- (fr + nl) Stefan Justens, Les trams vicinaux en Ardenne [« Trams in de Ardennen »], Zaventem, Uitgeverij Ostendis, 2001, 146 p. (ISBN 90-77049-02-9)

### Sites et pages web
- « Le Groupe de Wellin », sur tramdehan.net